# Obsjtina Lesitjovo
Obsjtina Lesitjovo (bulgariska: Община Лесичово) är en kommun i Bulgarien.   Den ligger i regionen Pazardzjik, i den centrala delen av landet, 80 km sydost om huvudstaden Sofia.
Obsjtina Lesitjovo delas in i:
- Borimetjkovo
- Dinkata
- Kalugerovo
- Pamidovo
- Tserovo
- Sjtărkovo

Följande samhällen finns i Obsjtina Lesitjovo:
- Lesitjovo

I omgivningarna runt Obsjtina Lesitjovo växer i huvudsak blandskog. Runt Obsjtina Lesitjovo är det ganska tätbefolkat, med 129 invånare per kvadratkilometer.